# Udo Kießling
Udo Kießling (* 21. května 1955, Crimmitschau) je bývalý německý hokejový obránce.

## Dětství
Narodil se v bývalé Německé demokratické republice, kde jeho otec působil jako reprezentační hokejový trenér. V roce 1957, před výstavbou berlínské zdi, se rodina přestěhovala do Západního Berlína.

## Klubová kariéra
Téměř celou svou kariéru strávil v německé hokejové lize. Nejdéle působil v Kölner EC, kde získal všech svých šest titulů mistra Německé spolkové republiky (1977, 1979, 1984, 1986, 1987, 1988). Hrál také za Augsburger EV, EV Rosenheim, Düsseldorfer EG nebo EV Landshut. Třikrát (v letech 1977, 1984 a 1986) byl vyhlášen německým hokejistou roku a patnáctkrát v řadě byl členem All-stars týmu německé ligy. V roce 1981 se stal prvním Němcem, který nastoupil v NHL, v týmu Minnesota North Stars však odehrál jediný zápas a přes zájem klubu se rozhodl pokračovat v Německu.

## Reprezentační kariéra
Byl mnohaletým základním pilířem německé hokejové reprezentace, v níž odehrál 320 utkání (stále nepřekonaný německý rekord a do roku 2003 i světový rekord). Reprezentoval na pěti olympijských hrách (jako první hokejista vůbec) a řadě světových šampionátů

## Mezinárodní úspěchy a ocenění
- bronzová medaile z Olympijských her 1976
- člen All-stars týmu mistrovství světa 1987
- člen Hokejové síně slávy Mezinárodní hokejové federace od roku 2000